# Konversion (Religion)

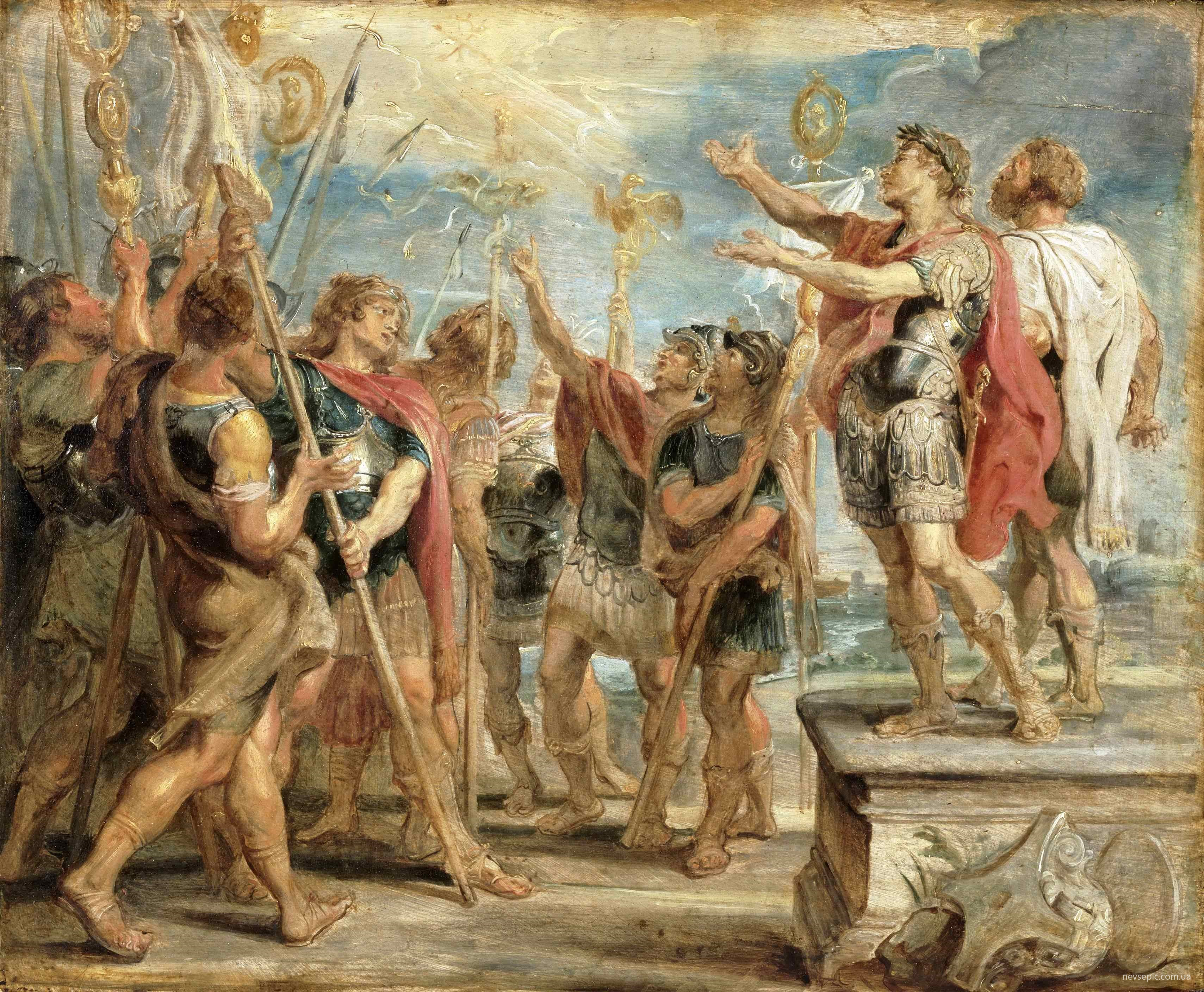
Die Bekehrung Kaiser Konstantins. Ölbild von Peter Paul Rubens

Konversion (lateinisch conversio ‚Umwendung, Umkehrung, Umkehr, Umwandlung, Verwandlung‘), deutsch Religionswechsel, Glaubenswechsel oder Bekenntniswechsel bedeutet die Übernahme von neuen Glaubensgrundsätzen, religiösen Traditionen und Bräuchen sowie möglicherweise auch anderen Teilen der mit der fremden Religion verbundenen Kultur durch eine konvertierende Person (Konvertit). Insbesondere bei den missionierenden Religionen spricht man in Bezug auf die innere Überzeugung und das Bekenntnis auch von Bekehrung.

## Konzept
Die Konversion bedingt die Verinnerlichung der jeweiligen Anforderungen der neuen Glaubensgemeinschaft. Eine Person, die den Prozess der Konversion durchlaufen hat, wird Konvertit oder bei einer Hinwendung zum Judentum Proselyt (griechisch προσήλυτος ‚Hinzugekommener‘) genannt.
In manchen Religionen, wie dem Judentum, bezeichnet Konversion den Anschluss an eine ethnische Gruppe und die Annahme ihrer Geschichte und Kultur wie auch ihrer religiösen Praxis und ihres Schicksals.
Nach Artikel 18 der Allgemeinen Erklärung der Menschenrechte hat jeder Mensch „das Recht auf Gedanken-, Gewissens- und Religionsfreiheit; dieses Recht schließt die Freiheit ein, seine Religion oder seine Weltanschauung zu wechseln, sowie die Freiheit, seine Religion oder seine Weltanschauung allein oder in Gemeinschaft mit anderen, öffentlich oder privat durch Lehre, Ausübung, Gottesdienst und Kulthandlungen zu bekennen.“
Diese Rechte sind in Praxis und Gesetzgebung verschiedener Staaten und Rechtssysteme bis heute in sehr unterschiedlichem Maße realisiert; dabei erweist sich oft gerade ein Religionswechsel des Einzelnen als Kristallisationspunkt und Prüfstein, an dem das Maß der tatsächlich vorhandenen Freiheit sichtbar wird.
Die zu beobachtende Skala reicht von völliger Akzeptanz über Toleranz bis hin zu massivster Repression (z. B. Tötung von Konvertiten, die der Apostasie oder Häresie beschuldigt werden). Siehe dazu auch den Weltverfolgungsindex.
In einigen Staaten der Welt zieht jeglicher Religionswechsel zumindest dann gesetzlich oder praktisch erhebliche Konsequenzen für den Betroffenen nach sich, wenn er mit Abwendung von einer staatlich oder gesellschaftlich besonders anerkannten Weltanschauung einhergeht oder mit Beeinflussung von dritter Seite in Verbindung gebracht wird; teilweise ist zu beobachten, dass letzteres auch offenbar systematisch willkürlich geschieht, um die den Betroffenen zugefügten Nachteile juristisch begründen zu können. Strafrechtlich verankert ist das Verbot der Apostasie im Sultanat Brunei, auf den Komoren, in Mauretanien, in Oman, in Saudi-Arabien und in der Republik Sudan; in Jemen ist das Apostasieverbot sogar Verfassungsbestandteil.
Nicht alle Religionen sind in gleichem Maße missionarisch tätig; einen besonderen Aspekt bildet hierbei auch die in verschiedenen Religionen ausgeübte Mission nach innen. Mehrheitsreligionen haben im Lauf der Geschichte immer wieder versucht, Minderheiten und Dissidenten zur Konversion zu zwingen und Konversionen ihrer eigenen Gläubigen mit Strafandrohung zu verhindern. Noch im 20. Jahrhundert gab es in europäischen Familien Konversionsdruck auf angeheiratete Gläubige einer anderen Konfession. In den westlichen Kulturen gilt dieses Phänomen inzwischen weithin als verschwunden.
In vielen islamischen Ländern ist die Konversion eines Muslims zu einer anderen Religion jedoch strafbar. Nach geläufigen Interpretationen der einschlägigen Koranverse wird in der Scharia dafür sogar die Todesstrafe angedroht. Explizit ist dies dem Koran jedoch nicht zu entnehmen, da dort nur von Gottes Strafe im Jenseits für Apostaten die Rede ist (Stelle im Koran: Sure 16:106) und den Muslimen nur der Kampf gegen Verführung zur Apostasie (Sure 8:39) aufgetragen wird, während es zudem auch noch heißt, Gott führe auf den rechten Weg oder in die Irre, wen er wolle (16:93). In den Hadithen hingegen wird die Bestrafung im Diesseits befohlen, was auch der allgemein gültigen islamischen Rechtsauffassung entspricht.
Proselytenmacherei nennt man ein aufdringliches Bemühen, andere zu veranlassen, ihren Glauben zu wechseln. Manchmal wird auch jegliche missionarische Aktivität so bezeichnet, ohne Rücksicht darauf, in welcher Haltung und mit welchen Methoden sie geschieht. In Staaten, die sich zu einer einzigen Staatsreligion bekennen, wie z. B. in Griechenland (Verfassung: Art. 13 Abs. 2 Satz 3) oder in vielen Staaten mit islamischer Verfassung, ist Proselytismus oder schlicht jede Aktivität, in deren Folge Einzelne ihre Weltanschauung oder ihre erklärte Zugehörigkeit zu einer Religion oder Weltanschauung ändern könnten, verboten. Proselytismus als Sachverhalt, aber auch als die gesellschaftliche Diskussion vergiftender, diffamierender Begriff, kann ein Problem in den Beziehungen zwischen verschiedenen Kirchen sein, da darin ein gewisser Widerspruch zur gegenseitigen Anerkennung steht.
Wenn die Motive für religiöse Konversionen in der Persönlichkeit wurzeln, können Konversionen mit Identitätskonflikten einhergehen. Die Konversion kann Ausdruck des Wunsches sein, solche Konflikte zu lösen. Falls dies scheitert, kann es zu neuem Glaubenswechsel oder zur Ablehnung aller Religionen und Religionsgemeinschaften kommen.

## Spezifische Konversionen

### Judentum
Der Prozess des Gijur (auch: Giur – גיור) bezeichnet den Beitritt eines Nichtjuden zum Judentum. Das Judentum betrachtet Kinder einer jüdischen Mutter als jüdisch oder Menschen, die den Prozess des Gijur mit der Anerkennung eines Rabbinatsgerichtes, des Beth Din („Gerichtshof“), abgeschlossen haben, d. h. der jüdischen Religion beigetreten sind. Eine Kombination von beidem existiert für die Falaschmura (postulierte mütterliche Linie und erleichterte Re-Konversion).
Für einen nach der Halacha (den religiösen Gesetzen) gültigen Gijur gibt es drei notwendige und gemeinsam hinreichende Bedingungen:
1. Ol mitzwot („Joch der Gebote“): Die bewusste, selbstständig getroffene Entscheidung, von nun an als Jude unter den Mitzwot zu stehen und Verantwortung dafür zu tragen.
2. Brit mila: Beschneidung, falls es sich um einen Mann handelt, und
3. Tvila: das Untertauchen in einer Mikwe.

Voraussetzungen sind der feste eigene Entschluss, Jude zu werden, der Glaube an den einen Gott (JHWH) und der Vorsatz, jüdisch zu leben. Dabei ist es mancherorts Praxis, Kandidaten (ggf. auch mehrfach) abzuweisen, um so ihre Entschlusskraft zu testen. Man möchte hier sichergehen, dass der Konvertit sich seines Entschlusses sicher ist und ihn aus freien Stücken gewählt hat. Ist er dann angenommen, beginnt erst die eigentliche Einführung in das jüdische Leben. Siehe dazu Rut 1,16 .
Der Konvertit erwirbt meist über das jüdische Kalenderjahr durch den Lauf der verschiedenen Feste hinweg Kenntnisse über das Judentum (meistens im Unterricht eines Rabbiners oder in Kursen). Vor einem Beth Din, d. h. in einer Sitzung dreier als Richter befugter Rabbiner, wird überprüft, ob alle Voraussetzungen erfüllt sind und der Kenntnisstand über das Judentum ausreicht, um als Jude zu leben. Prinzipiell sind alle Strömungen des Judentums für Konversionen offen. Das orthodoxe Judentum erkennt jedoch die Übertritte bei konservativen und liberalen Rabbinern nicht an.
Das Judentum ist nicht missionarisch tätig. Unter bestimmten Voraussetzungen wird auch Nichtjuden und damit allen Menschen ein Platz im erwarteten Gottesreich zugesprochen (Sieben Gebote an Noah). Als Kriterium gilt nicht die Zugehörigkeit zum Judentum, sondern das moralische Handeln. Konversionen zum Judentum fanden in historischer Zeit auch massenhaft statt, so die von großen Teilen der turksprachigen Chasaren im Laufe des 8. bis 9. Jahrhunderts.
Im Judentum gibt es zwei Stufen der Annäherung ans Judentum:
1. Ger toschav (גר תושב „Mitbewohner“): ein Nichtjude, der die sieben Gesetze Noahs beachtet;
2. Ger zedek („Konvertit der Gerechtigkeit“): jemand, der Jude geworden ist.

Erstere hatten ihren Namen daher, dass sie nur zum Vorhof des Tempels zugelassen wurden und an der Pforte standen. Die Proselyten der Gerechtigkeit hatten dagegen das Judentum völlig angenommen.

### Christentum
Im Christentum wird sowohl der Übertritt von einer anderen Religion zum Christentum als auch der Wechsel von einer christlichen Konfession zu einer anderen Konversion genannt. Die Bekehrung steht im Christentum in engem Zusammenhang mit der Taufe.
Verschiedene Konfessionen bieten Konversionswilligen Begleitung an, oft in Form eines Konvertitenunterrichts. Die Konversion wird gewöhnlich mit einer gottesdienstlichen Handlung in Gegenwart von Zeugen vollzogen, zumeist nach vorausgehender Buße (von griech. μετανοια metanoia, Umkehr, Buße) oder Beichte. Wo unter den Konfessionen die Taufe gegenseitig anerkannt ist, kann auch eine Katechese mit anschließender Firmung oder Konfirmandenunterricht mit Konfirmation stattfinden. Christliche Gemeinschaften, die die Taufe der Herkunftskirche nicht anerkennen, verbinden die Konversion mit der Konvertitentaufe.
Evangelisation oder Evangelisierung bezeichnet die Verbreitung des Evangeliums von Jesus Christus und wird vor allem von christlichen Freikirchen oder evangelischen Organisationen betrieben. Sie kann sowohl im Sinne der Missionierung Nicht- oder Andersgläubiger betrieben werden, die auf die Bekehrung bzw. Konversion und Taufe der Angesprochenen abzielt, als auch im Sinne einer Katechese zur Neubelebung oder Wiedererweckung des Glaubens bereits getaufter Christen.

### Islam
Im Islam genügt im Allgemeinen das Sprechen der Schahada, des Glaubensbekenntnisses („Es gibt keine Gottheit außer Gott, und Mohammed ist sein Gesandter“), verbunden mit dem gemeinsamen Gebet, um als Muslim zu gelten. Beides muss auf Arabisch gesprochen werden und bei vollem Bewusstsein geschehen. Die Beschneidung bei Männern ist keine Bedingung für die Konversion. Viele Konvertiten zum Islam nehmen einen arabischen Vornamen an. Dieser kann auch beim Einwohnermeldeamt registriert werden.
Viele Muslime lehnen den Begriff der Konversion zum Islam ab, da jeder Mensch nach dem Fitra-Konzept als Muslim geboren sei und daher durch einen Aufruf (arabisch: Da'wa) lediglich zur Rückkehr zum wahren Glauben an Gott (Allah) bewegt werde.
Ein bekannter Konvertit des Mittelalters war der jüdische Philosoph und Leibarzt der Kalifen und Sultane Abu'l-Barakāt al-Baghdādī († um 1166), genannt „der Einzige seiner Zeit“, der in höherem Alter den Islam annahm. Im Osmanischen Reich entstand eine eigene Konversionsliteratur. So verfasste zum Beispiel 1556 Murād ibn ʿAbdallāh (1509–1586), ein ungarischer Islam-Konvertit, einen polemischen Traktat mit dem Titel Kitāb Tesviyetü t-teveccüh ilā l-ḥaqq („Buch der Regelung der Hinwendung zur Wahrheit“), in dem er die Grundzüge des islamischen Glaubens behandelte und die Überlegenheit des Islams gegenüber Christentum und Judentum betonte. Wie er in dem Schlusswort mitteilt, hoffte er mit Abfassung dieses Traktats die Konversion von Christen aus verschiedenen Teilen Europas (wörtl. Firengistān = „Land der Franken“) herbeizuführen und auf diese Weise ihre Seelen zu retten. Unter Sultan Ahmed I. bahnte sich eine Institutionalisierung der Konversion an: 1609 wurden erstmals Namen von Islam-Konvertiten und die Geldbeträge, die ihnen bei dieser Gelegenheit geschenkt wurden, in Verzeichnissen festgehalten. Besonders große Aufmerksamkeit erregte die erzwungene Konversion des selbsterklärten jüdischen Messias Schabbtai Zvi. Er wurde 1666 von den osmanischen Autoritäten vor die Alternative „Tod oder Annahme des Islams“ gestellt und entschied sich für Letzteres. Ein bekannter Islam-Konvertit des 18. Jahrhunderts war der aus Ungarn stammende İbrahim Müteferrika, der die erste osmanische Druckerpresse für arabische Schrift in Betrieb nahm. Er war wahrscheinlich vor seiner Konversion zum Islam Unitarier.
Laut einer Studie konvertierten zwischen Juli 2004 und Juni 2005 etwa 4.000 Menschen in Deutschland zum Islam.
Das klassische islamische Recht sieht für die Konversion vom Islam zu einer anderen Religionsgemeinschaft (Apostasie, auch Ridda genannt) die Todesstrafe vor. Laut Koran gibt es keine Strafe für Apostaten im Diesseits. In Gebieten, die unter nicht-muslimischer Herrschaft standen, waren Konversionen von Muslimen zum Christentum in der Vergangenheit nicht selten Anlass zur Empörung bei der muslimischen Bevölkerung. Ein Beispiel war der Fall des muslimischen Mädchens Saja Čokić aus einem Dorf in der Nähe von Mostar, die 1881, also kurz nach der österreichischen Besetzung von Bosnien-Herzegowina, heimlich ihr Elternhaus verließ, um sich katholisch taufen zu lassen und einen Christen zu heiraten. Der Fall führte zu Protesten der muslimischen Gemeinschaft in Mostar.
2006 drohte dem Konvertiten Abdul Rahman in Afghanistan wegen Konversion zum Christentum die Todesstrafe. Um dieser zu entgehen, floh er aus dem Land. Den iranischen Pastor Yousef Nadarkhani erwartete im Iran die Hinrichtung; im September 2012 wurde er aber freigelassen.

### Bahai
Maßgeblich für die Konversion zum Bahai-Glauben sind die Akzeptanz Baha'ullahs als Manifestation Gottes und der Wunsch, nach seinen Lehren zu leben und der Bahai-Gemeinde anzugehören. Formell wird dies in Deutschland durch die Unterzeichnung einer so genannten Beitrittskarte bekundet, dem die Aufnahme des neuen Mitgliedes durch den Nationalen Geistigen Rat folgt. Inzwischen ist die Aufnahme auch durch eine mündliche Erklärung möglich.
Die Konversion zum Bahai-Glauben kennt kein Aufnahmeritual und ist frühestens ab dem vollendeten 15. Lebensjahr möglich, da ab diesem Zeitpunkt nach dem Glauben der Bahai die religiöse Reife angenommen werden kann. Kinder aus Bahai-Familien gelten schon vorher als Bahai; da sie den Glauben ihrer Eltern aber nicht automatisch übernehmen, müssen sie zu ihrem 15. Geburtstag die bewusste persönliche Entscheidung treffen, ob sie weiterhin der Gemeinde angehören möchten oder nicht.
Der Austritt aus der Gemeinschaft erfolgt durch eine ähnliche Prozedur wie die Aufnahme: Man formuliert schriftlich seinen Willen, aus der Bahai-Gemeinde auszutreten, und sendet diesen an den jeweiligen nationalen geistigen Rat. Wenn nahe liegt, dass der Austrittswunsch voreilig formuliert wurde, versuchen die Bahai-Gremien, mit dem Antragsteller darüber zu diskutieren. Wenn dies abgelehnt und der Wunsch aufrechterhalten wird, ist der Austritt vollzogen. Austrittsgründe müssen dabei nicht angeführt werden.